# Хосе Устаран
Хосе Устаран Діас (ісп. José Ustaran Díaz) — баскський підприємець, президент клубу «Депортіво Алавес» із міста Віторія-Гастейс. В 1960—1967 роках 17-й, за ліком, президент головного футбольного клубу Алави.

## Життєпис
Хосе Устаран Діас був із числа баскської знаті, бо лише таким родинам доручалося кермування спортивними тогочасними клубами басків. Його предки були місцевими латифундистами та промисловими магнатами, відтак і Хосе Устарана обирали в різні громадські асоціації. Коли в місті постав спортивний клуб Устаран-Діаси стали його акціонерами-партнерами, і так триває покоління за поколінням.
Хосе Устаран продовжував родинні фінансові справи і був активним партнером спортивного клубу, а поготів його обрали в 1960 році президентом клубу «Депортиво Алавес». Прийшовши до команди в часі падіння команди (коли вони скотилися до Терсери), йому вдалося об'єднати тренерський штаб та футболістів й одразу ж повернутися до класу вище. Довірившись тренеру Роману Ґаларраґі (Román Galarraga) сезоні 1961-1962 їм дещиці не вистачило для перехідних ігор до Ла-Ліги (4 місце на фініші). Але вже наступні сезони пішли врізнобіч, Ґаларраґа пішов тренувати відомі колективи і зманив з собоюкількох лідерів команди. Поволі розгубили стабільність і команда знову опустилася в Терсеру, хоча й перебувала там на провідних ролях. Устаран намагався радикально покращити ситуацію, змінивши чимало тренерів:  Гарсія Арройо (Marcial García Arroyo), Ангель Кальво (Ángel Calvo), Ласа Ґармендія (Juan María Lasa Garmendia), Луїс Уркїрі (Luis Urquiri), Авґустин Барціна (Agustín Barcina), Фелікс Елісондо (Félix Elizondo), Хуан Карлос Діаз де Квінкосес (Juan Carlos Díaz de Quincoces), будучи відомими футболістами, нічого вдіяти не змогли. Відтак, одна з найтриваліших каденцій, Хосе Устаран Діаса, дійшла до кінця і на позитивній ноті він поступився місцем своїм партнерам, наступній знатній родині Ґороспе, зокрема, їх відомому представнику — колишньому футболісту Хуану Ґороспе.
Але, поступившись посадою президента алавесців, Хосе Устаран продовжував свої фінансові справи, окрім того сприяв спорту в столиці Алави, прививши й своїм нащадкам любов до спорту та клубу.